# استل رینر
استل رینر (انگلیسی: Estelle Reiner؛ ۵ ژوئن ۱۹۱۴ – ۲۵ اکتبر ۲۰۰۸) یک هنرپیشه، و خواننده اهل ایالات متحده آمریکا بود. وی بین سال‌های ۱۹۶۰ تا ۱۹۸۹ میلادی فعالیت می‌کرد.
او در فیلم مردی با دو مغز بازی کرده‌است.